# جوديث دان
جوديث دان (بالإنجليزية: Judith Dunn)‏ هي عالمة نفس بريطانية، ولدت في 1939.